# Filippo Ridolfo
Filippo Ridolfo (født 8. november 2001 i Buja) er en cykelrytter fra Italien, der er på kontrakt hos Team Novo Nordisk.